# Pokémon Red en Blue
Pokémon Red en Pokémon Blue zijn de eerste computerspellen in de Pokémonreeks. Eerst werden Pokémon Red en Green uitgegeven voor de Game Boy in Japan op 27 februari 1996. Daarna op 10 oktober 1996 werd een revisie uitgebracht in Japan: Pokémon Blue, met verbeterde graphics, geluid en bugfixes. Daarna werd in Noord-Amerika in 1998 en in Europa en Australië in 1999 Pokémon Red en Blue uitgebracht die gebaseerd waren op Pokémon Blue. Pokémon Yellow, een speciale editie werd één jaar later uitgebracht. Deze spellen (Pokémon Red, Blue en Yellow, maar in Japan Red, Green, Blue en Yellow) samen met Pokémon Stadium, vormen de eerste generatie van de Pokémon spellenreeks. Pokémon Red en Blue zijn later hermaakt voor de Game Boy Advance met de naam: FireRed en LeafGreen, uitgebracht in 2004.
In november 2015 kondigde Nintendo aan dat de originele Pokémon Red, Blue en Yellow (en Green exclusief voor Japan) uit zouden komen voor de Virtual Console op de Nintendo 3DS. De heruitgave vond 20 jaar na de oorspronkelijke uitgave, op 27 februari 2016, plaats. De spellen bevatten een paar nieuwe functies, waaronder draadloos vechten en ruilen met andere spelers. Dit kon voorheen alleen met de Nintendo Gameboy link cable.

## Gameplay
Deze spellen spelen zich af in de regio Kanto. Er is een protagonist die de speler zelf een naam kan geven (hoewel er in latere spellen aan hem wordt gerefereerd als "Red") in zijn missie om Pokémonmeester te worden. Beide spellen zijn afhankelijk van elkaar maar hebben overal hetzelfde verhaal, en terwijl beide spellen apart gespeeld kunnen worden, is het noodzakelijk voor de speler om te ruilen tussen de twee om de Pokédex te vervolledigen.
De speler gaat vooruit door andere Pokémontrainers te verslaan door de levenspunten van de andere trainers Pokémon terug te brengen tot nul. Dit wordt bereikt door aan te vallen, items te gebruiken en een typevoordeel te krijgen zoals een wateraanval tegen een vuur-Pokémon.
Pokémon Red en Blue werden gunstig beoordeeld en vormden het begin van wat een miljardenbedrijf zou worden. Van de twee spellen zijn over de hele wereld miljoenen stuks verkocht.

## Verhaal
De stille protagonist van Pokémon Red en Blue (genaamd Red in Pokémon Gold, Silver en Crystal) is een kleine jongen die in Pallet Town leeft. In het begin van de spellen moet de speler kiezen tussen ofwel: Bulbasaur, Charmander of Squirtle als hun starter Pokémon van Professor Oak. Zijn kleinzoon (later bekend als "Blue"), de antagonist, is ook een Pokémontrainer geworden en wil verschillende keren vechten met de speler in het spel.
Het doel van het spel is om de beste trainer te worden van Kanto. Dit doet de speler door Pokémon op te voeden, de acht Gymleiders te verslaan voor hun Gym Badges, en uiteindelijk de Elite Four en de kampioen uit te dagen. Doorheen het spel moet de speler ook tegen Team Rocket vechten, een criminele organisatie die Pokémon misbruikt, samen met hun leider, Giovanni.
Naast de kampioen te verslaan kan de speler ook nog proberen alle Pokémon te vangen. Hiervoor moet de speler met een speler met de andere game ruilen om de unieke Pokémon te vinden. Dit wordt gedaan met de Gameboy link cable.

## Recensies
De spellen kregen groterdeels positieve recensies van critici. Vooral de multiplayer mogelijkheden en de mogelijkheid om te ruilen en vechten met andere spelers werden geprezen. Craig Haris van IGN gaf het een 10 op 10 met de opmerking: "Even if you finish the quest, you still might not have all the Pokémon in the game. The challenge to catch 'em all is truly the game's biggest draw." (Zelfs al is de zoektocht gedaan, dan heeft de speler misschien nog niet alle Pokémon gevangen. De uitdaging om ze allemaal te vangen is de grootste uitdaging.)
GameSpot gaf het een 8,8/10 terwijl Just RPG het 73% gaf. Beide gaven ze kritiek op de graphics en geluiden die volgens hen een beetje primitief waren. Maar GameSpot voegde hieraan toe dat de variëteit en mogelijkheid om dingen aan te passen virtueel oneindig zijn, waardoor geen twee sessies hetzelfde zijn.